# 格兰特·莫里森

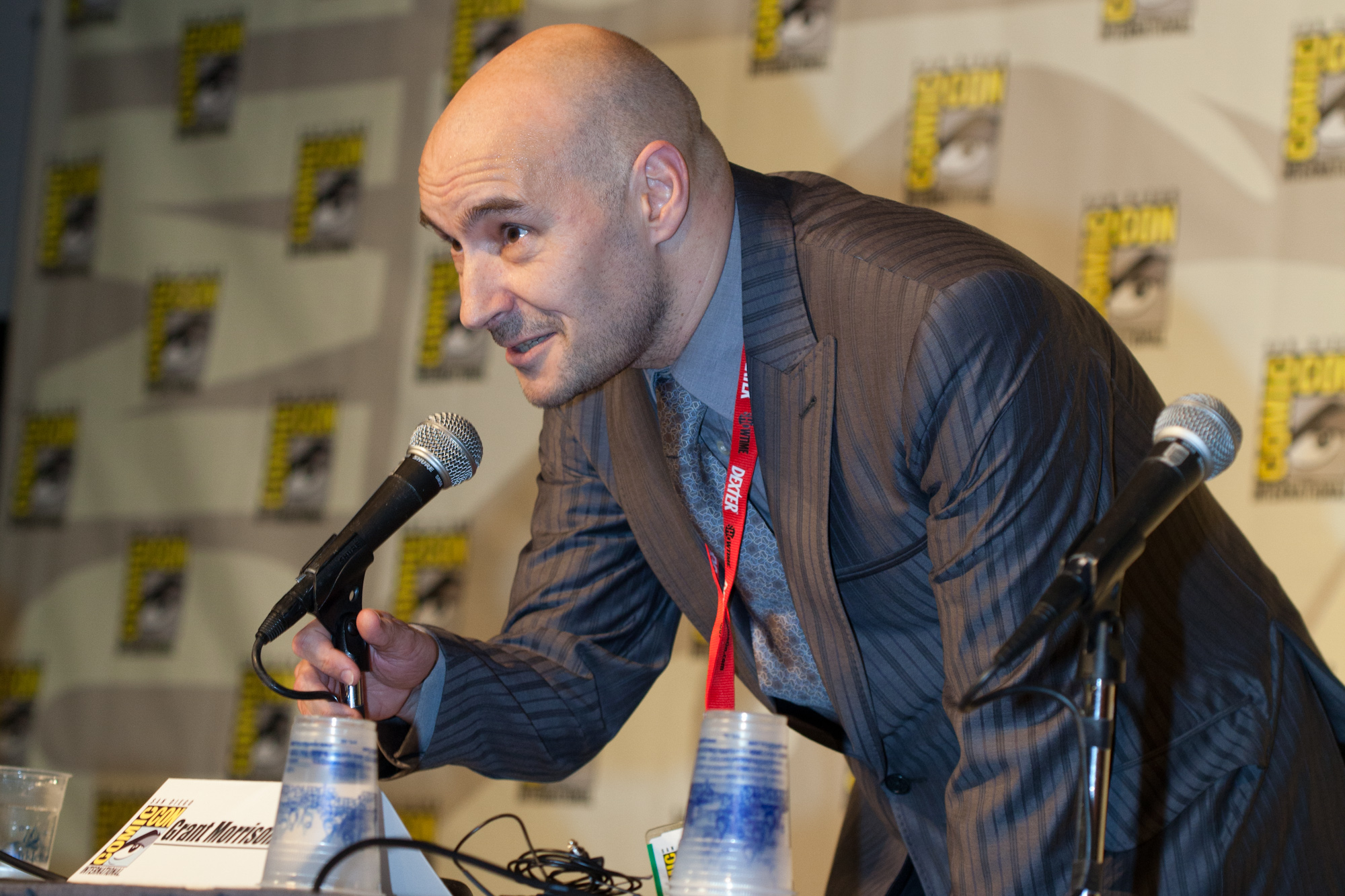
格兰特·莫里森

格兰特·莫里森MBE （1960年1月31日—） 是一位苏格兰漫画家、编剧和制片人。格兰特·莫里森是末日巡邏隊、 动作漫画的作者之一。他還與別人一同設計出達米安·韋恩 。莫里森曾奪得艾斯納獎、哈维奖。 2012年，莫里森被授予大英帝國勳章。